# Pachomij (Bruskov)
Pachomij (světským jménem: Dmitrij Alexandrovič Bruskov; * 5. července 1976, Moskva) je ruský duchovníRuské pravoslavné církve a biskup čistopolský a nižněkamský.

## Život
Narodil se 5. července 1976 v Moskvě.
Roku 1983 nastoupil na Moskevskou střední školu č. 671 a roku 1989 na Moskevské technické lyceum.
Roku 1993 začal studovat na fakultě informatiky Moskevské státní technické univerzity.
Roku 1997 byl přijat jako poslušník do Trojickosergijevské lávry.
V letech 1998–2002 studoval dálkově na Moskevském duchovním semináři.
Dne 1. dubna 1999 byl igumenem Longinem (Korčaginem) postřižen na monacha a přijal mnišské jméno Pachomij na počest svatého Pachomije Velikého.
Dne 23. července 2000 jej arcibiskup bronnický Tichon (Jemeljanov) rukopoložil na hierodiakona a následující rok byl převeden do kléru saratovské eparchie.
Dne 28. srpna 2003 byl biskupem saratovským a volským Longinem (Korčaginem) rukopoložen na jeromonacha a začal sloužit v chrámu ikony Matky Boží "Uhas můj smutek".
Dne 3. prosince 2003 byl jmenován ekonomem a 23. ledna 2004 představeným katedrálního chrámu Svaté Trojice v Saratově.
Od roku 2005 působil jako duchovní Saratovské společnosti střízlivosti a zdraví.
Dne 11. ledna 2006 se stal předsedou oddělení architektury a restaurátorství eparchie.
Dne 8. dubna 2007 byl povýšen na igumena a stejného roku začal přednášet na Saratovském duchovním semináři.
Stal se členem prezídia regionálního oddělení Všeruské společnosti ochrany historických a kulturních památek.
V letech 2008–2010 byl členem Veřejné komory Saratovské oblasti.
Dne 5. října 2011 jej Svatý synod zvolil biskupem pokrovským a nikolajevským.
Dne 14. října 2011 byl povýšen na archimandritu.
Dne 3. prosince 2011 byl oficiálně jmenován biskupem a 19. prosince proběhla v Nikolo-Ugrešském monastýru v Dzeržinském jeho biskupská chirotonie. Světiteli byli patriarcha moskevský Kirill, metropolita astanský a kazachstánský Alexandr (Mogiljov), metropolita saranský a mordovský Varsonofij (Sudakov), metropolita saratovský a volský Longin (Korčagin), arcibiskup joškar-olinský a marijský Ioann (Timofejev), arcibiskup sergijevoposadský Feognost (Guzikov), arcibiskup jegorjevský Mark (Golovkov), biskup penzenský a kuzněcký Veniamin (Zaryckyj), biskup solněčnogorský Sergij (Čašin), biskup nižynský a prylucký Irynej (Semko) a biskup balašovský a rtiščevský Tarasij (Vladimirov).
Dne 4. října 2012 byl potvrzen ve funkci archimandrity Irgizského monastýru.
Roku 2013 dokončil studium na Petrohradské duchovní akademii.
Dne 24. března 2022 mu byl změněn titul na biskup pokrovský a novouzenský.
Dne 16. března 2023 jej Svatý synod ustanovil biskupem čištopolským a nižněkamským.